# Pierre Viaux
Pierre Viaux (* 23. Februar 1945 in Paris) ist ein französischer Diplomat. Er absolvierte das Institut d’études politiques de Paris und die École nationale d’administration. Zudem ist er bevollmächtigter Minister erster Klasse und war Mitglied der französischen Leichtathletik-Nationalmannschaft.

## Beruflicher Werdegang
- 1969: Zulassung zur Ausbildung zum zweiten Botschaftssekretär der auswärtigen Angelegenheiten
- 1969–1970: Militärdienst im Bataillon von Joinville
- 1972–1972: Vizekonsul der Vertretung in Detroit (Michigan)
- 1972–1974: Dritter Sekretär in Pretoria (Südafrika)
- 1975–1977: Ausbildung an der École nationale d’administration
- 1977–1978: Unterpräfekt, Kabinettschef des Präfekten des Départements Var
- 1978–1979: Unterpräfekt, Kabinettschef des Präfekten der Region Nord-Pas-de-Calais
- 1979–1981: Kabinettschef des Ministers für Umwelt und Lebensqualität Michel d’Ornano
- 1981–1982: Geographischer Koordinator in der Direktion für kulturelle, wissenschaftliche und technische Angelegenheiten im Außenministerium
- 1982–1984: Zweiter Botschaftsrat in La Paz (Bolivien)
- 1984–1986: Posten in der Zentralverwaltung des Außenministeriums, Stellvertreter, dann Chef des Dienstes Methoden-Ausbildung-Informatik
- 1986–1990: Generalkonsul in San Francisco (Kalifornien)
- 1991–1992: Generalsekretär der interministeriellen Abteilung für die zentral- und osteuropäischen Länder
- 1992–1995: Generalkonsul in São Paulo (Brasilien)
- 1995–1996: Botschafter Frankreichs in Victoria (Seychellen)
- 1996–1999: Sportdirektor im Ministerium für Jugend und Sport
- 1999: Generalsekretär der französischen Abordnung in der UNO-Vollversammlung
- 2000–2003: Botschafter Frankreichs in Canberra (Australien)
- 2003–2004: Direktor des französischen Büros für den Schutz von Flüchtlingen und Staatenlosen 2005
- 2005–2008: Botschafter Frankreichs in Wien (Österreich)
- 2008–2009: Posten in der Zentralverwaltung des Außen- und Europaministeriums
- ab 2009: Generaldirektor des Comité National Olympique et Sportif Français

## Auszeichnungen
- 15. April 1996: Goldmedaille der Jugend und des Sports
- 19. April 2000: Ritter der Ehrenlegion
- 14. Juli 2001: Ritter im Orden der Künste und der Literatur
- 2009: Großes Silbernes Ehrenzeichen am Bande für Verdienste um die Republik Österreich[1]

## Sportliche Laufbahn
Pierre Viaux wurde als Mittelstreckenläufer dreimal französischer Universitätsmeister über 1500 m und einmal im Crosslauf. 1969 startete er über 1500 m bei den Europäischen Hallenspielen in Belgrad, ohne das Ziel zu erreichen, und schied bei den Leichtathletik-Europameisterschaften in Athen im Vorlauf aus. Seine persönliche Bestzeit von 3:41,8 min stellte er am 1. September 1969 in London auf.